# El Español de la Historia
El Español de la Historia - телевізійна програма, яка транслювалася 22 травня 2002 року на каналі Antena 3. Метою програми було визначення найбільш видатного іспанця в історії. З цією метою було опитано понад 3000 людей. 
За підсумками голосування найвидатнішим іспанцем став Хуан Карлос I.

## 50 найвидатніших іспанців

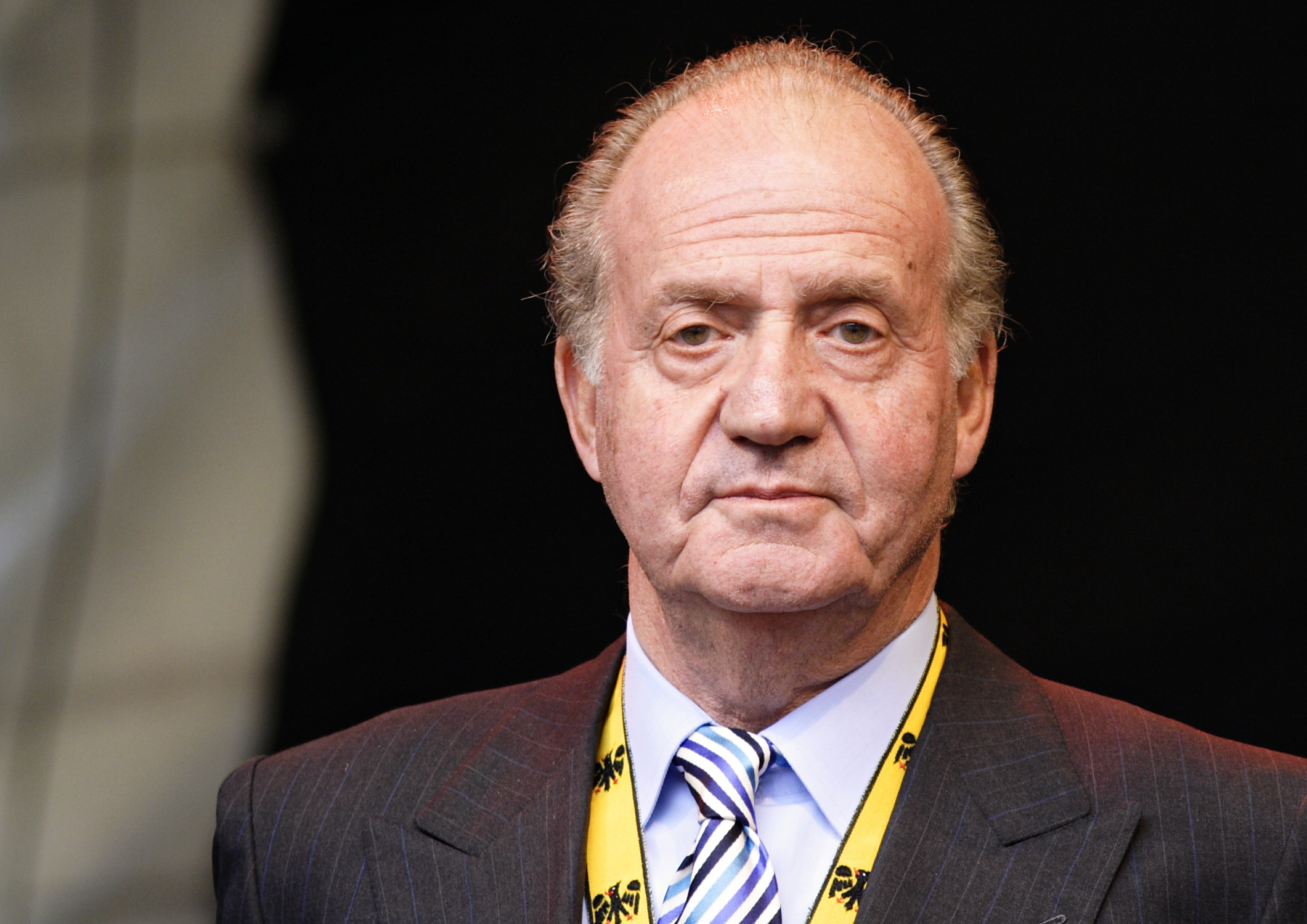
Хуан Карлос I - король Іспанії 1975 - 2014

1. Хуан Карлос I
2. Мігель де Сервантес
3. Христофор Колумб
4. Софія Грецька та Ганноверська
5. Адольфо Суарес
6. Сантьяго Рамон і Кахаль
7. Філіп VI
8. Пабло Пікассо
9. Тереза Авільська
10. Феліпе ГонсалесМігель Сервантес - видатний іспанський письменник
11. Ізабелла I Кастильська
12. Северо Очоа
13. Федеріко Гарсія Лорка
14. Хосе Луїс Сапатеро
15. Летиція
16. Сальвадор Далі
17. Антоніо Гауді
18. Сід Кампеадор
19. Альфонс X
20. Фернандо Алонсо
21. Франсіско-Хосе де Гойя
22. Франциско Франко

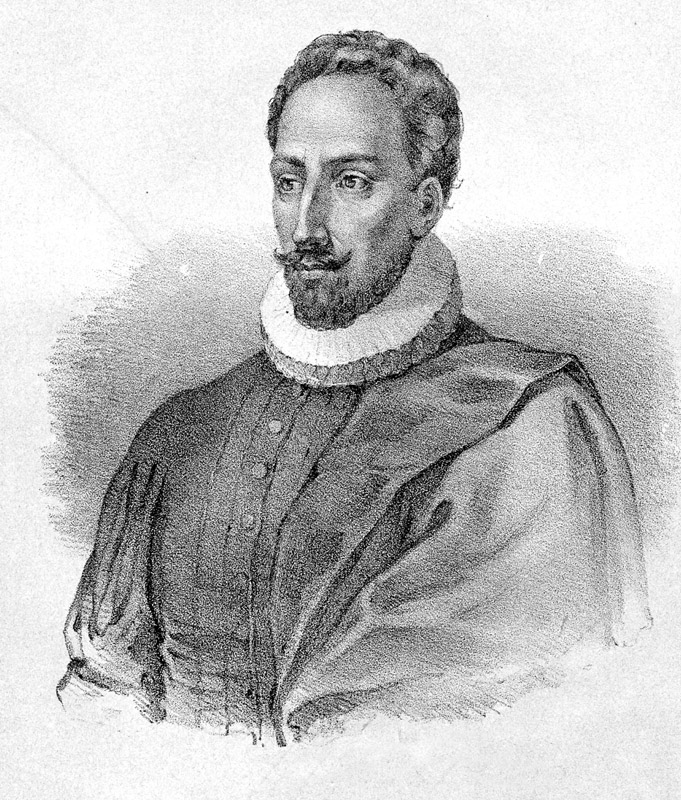
Мігель Сервантес - видатний іспанський письменник

23. Антоніо МачадоХристофор Колумб - мореплавець, першовідкривач Південної Америки

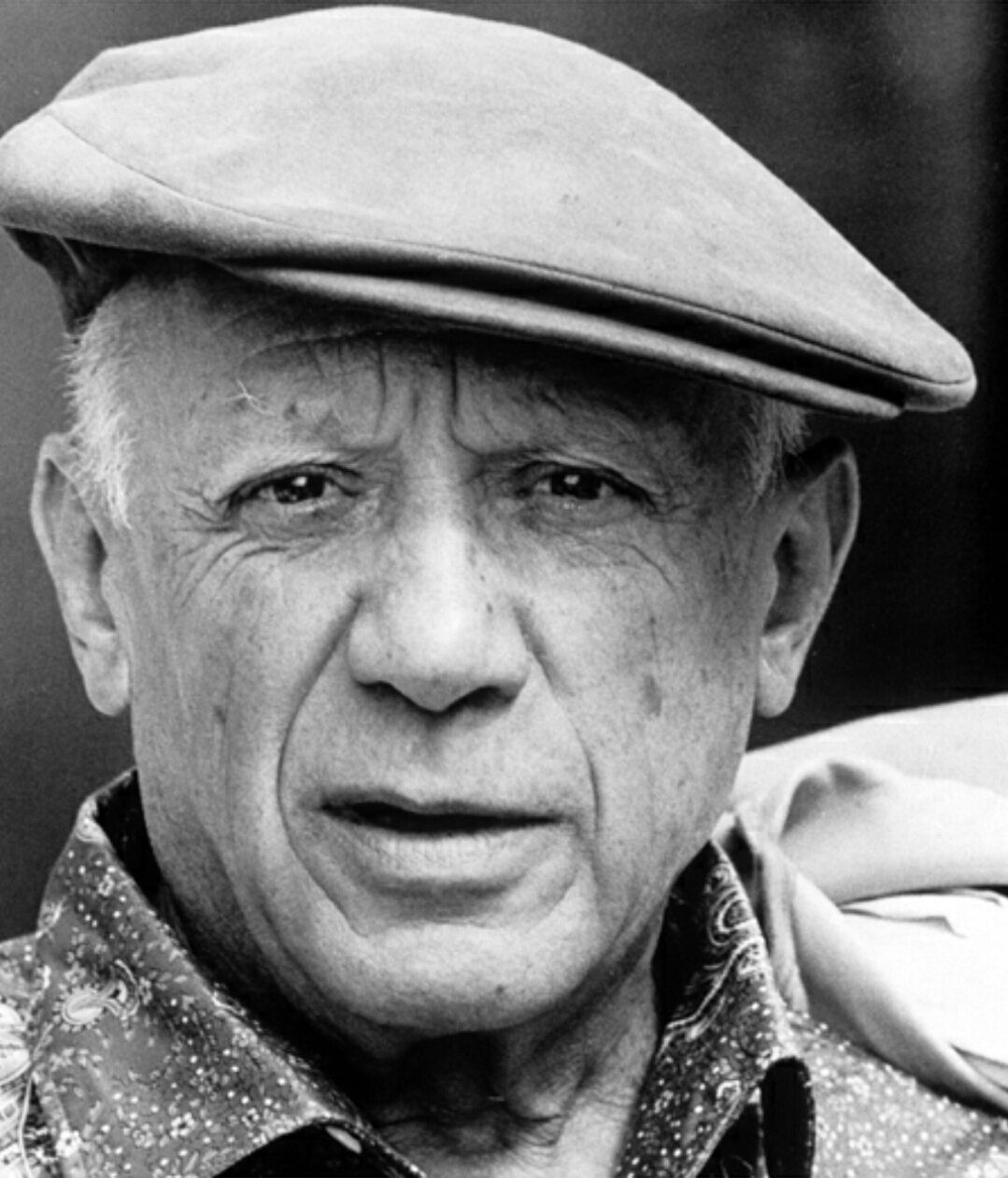
Пабло Пікассо - художник, один із засновників кубізму

24. Мігель Індурайн
25. Мігель Сервет
26. Лола Флорес
27. Філіп II Габсбург
28. Карл V Габсбург
29. Росіо Хурадо
30. Грегоріо Мараньон
31. Дієго Веласкес
32. Ізабель Пантоха
33. Хосе Ортега-і-Гассет
34. Мігель де Унамуно
35. Хосе Марія Аснар
36. Вінсент Ферер

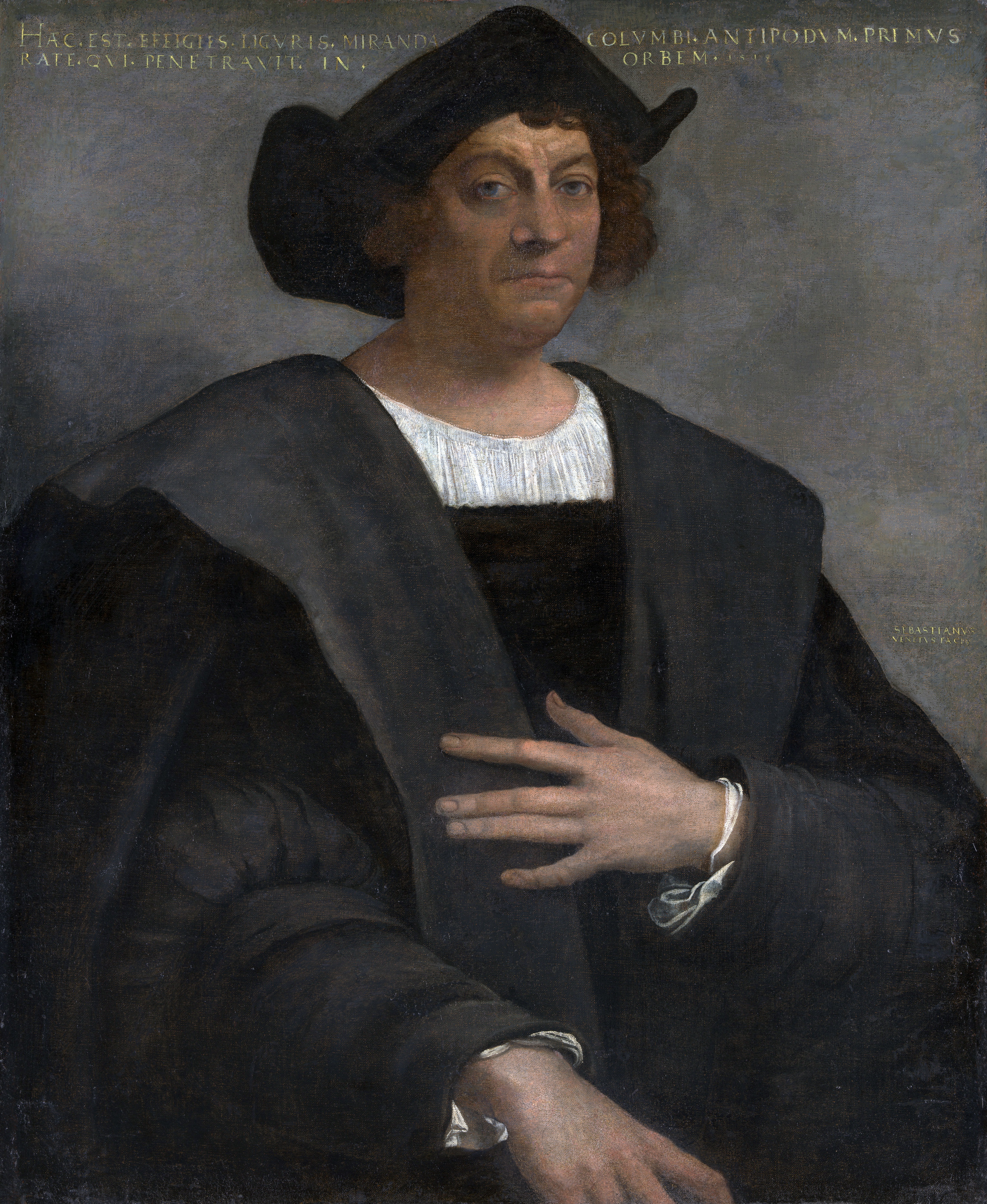
Христофор Колумб - мореплавець, першовідкривач Південної Америки

37. Каміло Хосе СелаПабло Пікассо - художник, один із засновників кубізму
38. Педро Дуке
39. Дані Педроса
40. Пау Газоль
41. Давид Бісбаль
42. Рафаель Надаль
43. Камарон де ла Ісла
44. Пелайо
45. Хуан Рамон Хіменес
46. Сантьяго Каррільо
47. Антоніо Бандерас
48. Ігнатій Лойола
49. Педро Альмодовар
50. Хуан Себастьян Елькано